# Nederlandse kampioenschappen atletiek 1975
In 1975 werden de Nederlandse kampioenschappen atletiek gehouden op 5 en 6 juli in het Nationaal Sportcentrum Papendal bij Arnhem, net als in het voorafgaande jaar. Opnieuw waren de atletiekverenigingen Ciko ’66 uit Arnhem en Quick uit Nijmegen verantwoordelijk voor de organisatie.

## Uitslagen

### 100 m
| rang   | atleet        | prestatie |
| ------ | ------------- | --------- |
| Goud   | Sammy Monsels | 10,66 s   |
| Zilver | Henk Brouwer  | 10,94 s   |
| Brons  | Bert Lambeck  | 11,08 s   |

| rang   | atlete            | prestatie |
| ------ | ----------------- | --------- |
| Goud   | Mieke van Wissen  | 12,13 s   |
| Zilver | Riet Visschers    | 12,14 s   |
| Brons  | Sylvia van Dongen | 12,36 s   |

### 200 m
| rang   | atleet                | prestatie |
| ------ | --------------------- | --------- |
| Goud   | Sammy Monsels         | 21,23 s   |
| Zilver | Henk Brouwer          | 21,51 s   |
| Brons  | Toine van de Goolberg | 21,55 s   |

| rang   | atlete           | prestatie |
| ------ | ---------------- | --------- |
| Goud   | Trudy Wunderink  | 24,41 s   |
| Zilver | Mieke van Wissen | 25,08 s   |
| Brons  | Margot Lommers   | 25,11 s   |

### 400 m
| rang   | atleet                | prestatie |
| ------ | --------------------- | --------- |
| Goud   | Toine van de Goolberg | 47,09 s   |
| Zilver | Aart Veldhoen         | 48,92 s   |
| Brons  | Harry Schulting       | 49,03 s   |

| rang   | atlete          | prestatie |
| ------ | --------------- | --------- |
| Goud   | Trudy Wunderink | 53,77 s   |
| Zilver | Olga Commandeur | 54,97 s   |
| Brons  | Wilma Hillen    | 55,29 s   |

### 800 m
| rang   | atleet              | prestatie |
| ------ | ------------------- | --------- |
| Goud   | Arno Körmeling      | 1.51,68   |
| Zilver | Rijn van den Heuvel | 1.53,56   |
| Brons  | Peter Hurkmans      | 1.53,67   |

| rang   | atlete             | prestatie |
| ------ | ------------------ | --------- |
| Goud   | Riet Kruiswijk     | 2.08,69   |
| Zilver | Irene van der Goot | 2.12,34   |
| Brons  | Rona Keller        | 2.12,37   |

### 1500 m
| rang   | atleet            | prestatie |
| ------ | ----------------- | --------- |
| Goud   | Evert Hoving      | 3.46,25   |
| Zilver | Haico Scharn      | 3.47,61   |
| Brons  | Kees van der Heul | 3.48,67   |

| rang   | atlete             | prestatie |
| ------ | ------------------ | --------- |
| Goud   | Joke van Gerven    | 4.17,05   |
| Zilver | Lenie van der Poel | 4.34,60   |
| Brons  | Cilia van Kleef    | 4.35,41   |

### 5000 m/3000 m
| rang   | atleet         | prestatie |
| ------ | -------------- | --------- |
| Goud   | Gerard Tebroke | 13.56,55  |
| Zilver | Piet Waaning   | 14.01,78  |
| Brons  | Cor Vriend     | 14.07,86  |

| rang   | atlete             | prestatie |
| ------ | ------------------ | --------- |
| Goud   | Joke van Gerven    | 9.12,40   |
| Zilver | Annie van Stiphout | 9.31,99   |
| Brons  | Claire Spauwen     | 9.43,28   |

### 10.000 m
| rang   | atleet         | prestatie |
| ------ | -------------- | --------- |
| Goud   | Jos Hermens    | 28.47,22  |
| Zilver | Gerard Tebroke | 29.13,22  |
| Brons  | Cor Vriend     | 29.58,28  |

### 110 m horden/100 m horden
| rang   | atleet             | prestatie |
| ------ | ------------------ | --------- |
| Goud   | Frank Nusse        | 14,55 s   |
| Zilver | Jan Willem Boogman | 14,83 s   |
| Brons  | Eltjo Schutter     | 15,19 s   |

| rang   | atlete           | prestatie           |
| ------ | ---------------- | ------------------- |
| Goud   | Mieke van Wissen | 14,15 s (+ 3,6 m/s) |
| Zilver | Sylvia Barlag    | 14,61 s (+ 3,6 m/s) |
| Brons  | Ella Hoogendoorn | 14,63 s (+ 3,6 m/s) |

### 200 m horden
| rang   | atleet         | prestatie |
| ------ | -------------- | --------- |
| Goud   | Frank Nusse    | 23,63 s   |
| Zilver | Eltjo Schutter | 24,31 s   |
| Brons  | Ger Heinsius   | 25,44 s   |

### 400 m horden
| rang   | atleet          | prestatie |
| ------ | --------------- | --------- |
| Goud   | Frank Nusse     | 51,08 s   |
| Zilver | Jan Struijk     | 52,39 s   |
| Brons  | Harry Schulting | 52,94 s   |

### 3000 m steeple
| rang   | atleet           | prestatie |
| ------ | ---------------- | --------- |
| Goud   | Roelof Veld      | 8.53,26   |
| Zilver | Steef Kijne      | 8.56,30   |
| Brons  | Chris Semplonius | 9.02,28   |

### 20.000 m snelwandelen
| rang   | atleet            | prestatie  |
| ------ | ----------------- | ---------- |
| Goud   | Nico Schroten     | 1:50.26,96 |
| Zilver | Gerrit Tigchelaar | 1:53.15,56 |
| Brons  | Jan Vos           | 1:58.09,02 |

### Verspringen
| rang   | atleet         | prestatie |
| ------ | -------------- | --------- |
| Goud   | Ed Pireau      | 7,41 m    |
| Zilver | Eltjo Schutter | 7,30 m    |
| Brons  | Ron van Wilgen | 7,29 m    |

| rang   | atlete          | prestatie |
| ------ | --------------- | --------- |
| Goud   | Sylvia Barlag   | 6,19 m    |
| Zilver | Rola Koekoek    | 5,98 m    |
| Brons  | Connie Vermazen | 5,86 m    |

### Hink-stap-springen
| rang   | atleet            | prestatie |
| ------ | ----------------- | --------- |
| Goud   | Humpry Veira      | 14,89 m   |
| Zilver | Eddy IJzerman     | 14,50 m   |
| Brons  | Hans van den Berg | 14,19 m   |

### Hoogspringen
| rang   | atleet           | prestatie |
| ------ | ---------------- | --------- |
| Goud   | Ruud Wielart     | 2,12 m    |
| Zilver | Raymond de Vries | 2,06 m    |
| Brons  | Leo Poirot       | 2,03 m    |

| rang   | atlete          | prestatie |
| ------ | --------------- | --------- |
| Goud   | Mieke van Doorn | 1,85 m    |
| Zilver | Ria Ahlers      | 1,83 m    |
| Brons  | Sylvia Barlag   | 1,81 m    |

### Polsstokhoogspringen
| rang   | atleet         | prestatie |
| ------ | -------------- | --------- |
| Goud   | Eltjo Schutter | 4,60 m    |
| Zilver | Ruud Dellensen | 4,40 m    |
| Brons  | Rob Richel     | 4,40 m    |

### Kogelstoten
| rang   | atleet       | prestatie |
| ------ | ------------ | --------- |
| Goud   | Sjaak Ruhl   | 16,12 m   |
| Zilver | Rob Hermans  | 14,82 m   |
| Brons  | Aad de Bruyn | 14,76 m   |

| rang   | atlete       | prestatie |
| ------ | ------------ | --------- |
| Goud   | Elna Schalk  | 14,31 m   |
| Zilver | Ria Stalman  | 13,68 m   |
| Brons  | Betty Bogers | 13,27 m   |

### Discuswerpen
| rang   | atleet       | prestatie |
| ------ | ------------ | --------- |
| Goud   | Harry Zitzen | 54,02 m   |
| Zilver | Rob Hermans  | 49,74 m   |
| Brons  | Rob de Jong  | 48,18 m   |

| rang   | atlete        | prestatie |
| ------ | ------------- | --------- |
| Goud   | Ria Stalman   | 52,82 m   |
| Zilver | Bea Wiarda    | 48,94 m   |
| Brons  | Ingrid Suylen | 47,62 m   |

### Speerwerpen
| rang   | atleet           | prestatie |
| ------ | ---------------- | --------- |
| Goud   | Nico Hellendoorn | 68,16 m   |
| Zilver | Paul Vierkant    | 64,98 m   |
| Brons  | Ab Slaman        | 61,10 m   |

| rang   | atlete           | prestatie |
| ------ | ---------------- | --------- |
| Goud   | Lida Kuys        | 51,98 m   |
| Zilver | Janneke Vierkant | 43,22 m   |
| Brons  | Hellen Velders   | 42,96 m   |

### Kogelslingeren
| rang   | atleet           | prestatie |
| ------ | ---------------- | --------- |
| Goud   | Carel ter Horst  | 52,72 m   |
| Zilver | Wil van Uythoven | 48,56 m   |
| Brons  | Arthur Mulder    | 45,12 m   |

1904 · 
1908 · 
1909 · 
1910 · 
1911 · 
1912 · 
1913 · 
1914 · 
1915 · 
1917 · 
1918 · 
1919 · 
1920 · 
1921 · 
1922 · 
1923 · 
1924 · 
1925 · 
1926 · 
1927 · 
1928 · 
1929 · 
1930 · 
1931 · 
1932 · 
1933 · 
1934 · 
1935 · 
1936 · 
1937 · 
1938 · 
1939 · 
1940 · 
1941 · 
1942 · 
1943 · 
1944 · 
1946 · 
1947 · 
1948 · 
1949 · 
1950 · 
1951 · 
1952 · 
1953 · 
1954 · 
1955 · 
1956 · 
1957 · 
1958 · 
1959 · 
1960 · 
1961 · 
1962 · 
1963 · 
1964 · 
1965 · 
1966 · 
1967 · 
1968 · 
1969 · 
1970 · 
1971 · 
1972 · 
1973 · 
1974 · 
1975 · 
1976 · 
1977 · 
1978 · 
1979 · 
1980 · 
1981 · 
1982 · 
1983 · 
1984 · 
1985 · 
1986 · 
1987 · 
1988 · 
1989 · 
1990 · 
1991 · 
1992 · 
1993 · 
1994 · 
1995 · 
1996 · 
1997 · 
1998 · 
1999 · 
2000 · 
2001 · 
2002 · 
2003 · 
2004 · 
2005 · 
2006 · 
2007 · 
2008 · 
2009 · 
2010 · 
2011 · 
2012 · 
2013 · 
2014 · 
2015 · 
2016 ·
2017 ·
2018 ·
2019 ·
2020 ·
2021 ·
2022 ·
2023 ·
2024 ·
2025